# Nigeria op de Olympische Zomerspelen 2000
Nigeria nam deel aan de Olympische Zomerspelen 2000 in Sydney, Australië.

## Medailleoverzicht
| Sport         | Olympiër                                                                             | Onderdeel       | Medaille |
| ------------- | ------------------------------------------------------------------------------------ | --------------- | -------- |
| Atletiek      | Nduka Awazie Fidelis Gadzama Clement Chukwu Jude Monye Sunday Bada Enefiok Udo-Obong | 4x400m (m)      | Goud     |
| Atletiek      | Glory Alozie                                                                         | 100m horden (v) | Zilver   |
| Gewichtheffen | Ruth Ogbeifo                                                                         | -75kg (m)       | Zilver   |

## Deelnemers en resultaten

### Atletiek
| Olympiër                                                                             | Discipline       | Resultaat | Prestatie                                                                                             |
| ------------------------------------------------------------------------------------ | ---------------- | --------- | --- |
| Deji Aliu                                                                            | 100m (m)         | 12e       | serie 4: 2de in 10,35 kwartfinale 5: 3de in 10,29 halve finale 2: 6de in 10,32                        |
| Sunday Emmanuel                                                                      | 100m (m)         | 15e       | serie 2: 2de in 10,31 kwartfinale 1: 3de in 10,36 halve finale 2: 7de in 10,45                        |
| Seun Ogunkoya                                                                        | 100m (m)         | 71e       | serie 3: 8ste in 10,72                                                                                |
| Uchenna Emedolu                                                                      | 200m (m)         | 29e       | serie 4: 3de in 20,87 kwartfinale 2: 8ste in 20,93                                                    |
| Francis Obikwelu                                                                     | 200m (m)         | 15e       | serie 1: 1ste in 20,76 kwartfinale 4: 3de in 20,33 halve finale 1: 7de in 20,71                       |
| Nduka Awazie                                                                         | 400m (m)         | 52e       | serie 3: 6de in 46,81                                                                                 |
| Sunday Bada                                                                          | 400m (m)         | 27e       | serie 4: 5de in 45,75 kwartfinale 4: 7de in 45,83                                                     |
| Jude Monye                                                                           | 400m (m)         | 32e       | serie 2: 1ste in 45,79 kwartfinale 3: 8ste in 46,32                                                   |
| Sylvester Omodiale                                                                   | 400m horden (m)  | 41e       | serie 3: 7de in 51,06                                                                                 |
| Uchenna Emedolu Nnamdi Lucky Anusim Sunday Emmanuel Deji Aliu                        | 4x100m (m)       | DNF       | serie 2: 3de in 38,85 halve finale 1: niet gefinisht                                                  |
| Nduka Awazie Fidelis Gadzama Clement Chukwu Jude Monye Sunday Bada Enefiok Udo-Obong | 4x400m (m)       | Goud      | serie 5: 1ste in 3.01,20 halve finale 2: 1ste in 3.01,06 finale: 1ste in 2.58,683                     |
| Chima Ugwu                                                                           | kogelstoten (m)  | 21e       | kwalificatie groep A: 11de met 19,11m                                                                 |
| Chima Ugwu                                                                           | discuswerpen (m) | DNS       | kwalificatie groep B: niet gestart                                                                    |
|                                                                                      |                  |           | |
| Joan Ekah                                                                            | 100m (v)         | 30e       | serie 3: 3de in 11,60 kwartfinale 2: 8ste in 11,67                                                    |
| Mercy Nku                                                                            | 100m (v)         | 16e       | serie 7: 2de in 11,41 kwartfinale 1: 3de in 11,26 halve finale 2: 7de in 11,56                        |
| Mary Onyali-Omagbemi                                                                 | 100m (v)         | 20e       | serie 4: 3de in 11,36 kwartfinale 3: 5de in 11,40                                                     |
| Mercy Nku                                                                            | 200m (v)         | 14e       | serie 3: 2de in 23,14 kwartfinale 2: 4de in 22,95 halve finale 1: 6de in 23,40                        |
| Mary Onyali-Omagbemi                                                                 | 200m (v)         | 18e       | serie 6: 1ste in 22,90 kwartfinale 3: 5de in 23,03                                                    |
| Fatima Yusuf                                                                         | 200m (v)         | 22e       | serie 1: 5de in 23,21 kwartfinale 4: 6de in 23,21                                                     |
| Bisi Afolabi                                                                         | 400m (v)         | 20e       | serie 6: 2de in 51,62 kwartfinale 3: 5de in 51,87                                                     |
| Falilat Ogunkoya                                                                     | 400m (v)         | 7e        | serie 8: 2de in 51,88 kwartfinale 4: 2de in 50,49 halve finale 2: 3de in 50,18 finale: 7de in 50,12   |
| Charity Opara                                                                        | 400m (v)         | 17e       | serie 2: 1ste in 51,77 kwartfinale 2: 5de in 51,04                                                    |
| Glory Alozie                                                                         | 100m horden (v)  | Zilver    | serie 4: 1ste in 12,84 kwartfinale 1: 2de in 12,84 halve finale 2: 1ste in 12,68 finale: 2de in 12,68 |
| Angela Atede                                                                         | 100m horden (v)  | 17e       | serie 2: 4de in 13,09 kwartfinale 3: 7de in 13,11                                                     |
| Glory Alozie Benedicta Ajudua Mercy Nku Mary Onyali                                  | 4x100m (v)       | 7e        | serie 4: 3de in 43,28 halve finale 1: 3de in 42,28 finale: 7de in 44,05                               |
| Bisi Afolabi Charity Opara Rosemary Okafor Falilat Ogunkoya Doris Jacob              | 4x400m (v)       | 4e        | serie 3: 1ste in 3.22,99 finale: 4de in 3.23,80                                                       |
| Pat Itanyi                                                                           | verspringen (v)  | 25e       | kwalificatie groep B: 11de met 6,33m                                                                  |
| Vivian Chukwuemeka                                                                   | kogelstoten (v)  | 14e       | kwalificatie groep A: 8ste met 17,47m                                                                 |

### Boksen
| Olympiër           | Discipline  | Resultaat | Prestatie                                                                                                   |
| ------------------ | ----------- | --------- | --- |
| Olusegun Ajose     | -63,5kg (m) | 9e        | 1ste ronde: W van IRI Nourian: walk-over 2de ronde: V van USA Williams: scheidsrechterlijke beslissing      |
| Albert Eromosele   | -75kg (m)   | 9e        | 1ste ronde: vrij 2de ronde: V van RUS Gaidarbekov: 9-15                                                     |
| Jegbefumere Albert | -81kg (m)   | 5e        | 1ste ronde: vrij 2de ronde: W van CAN Ross: scheidsrechterlijke beslissing kwartfinale: V van CZE Kraj: 7-8 |
| Rasmus Ojemaye     | -91kg (m)   | 9e        | 1ste ronde: V van CUB Savón: scheidsrechterlijke beslissing                                                 |
| Samuel Peter       | +91kg (m)   | 5e        | 1ste ronde: W van ROU Onofrei: 17-14 kwartfinale: V van ITA Vidoz: 3-14                                     |

### Gewichtheffen
| Olympiër        | Discipline | Resultaat | Prestatie                                                        |
| --------------- | ---------- | --------- | ---------------------------------------------------------------- |
| Sunday Mathias  | -62kg (m)  | 15e       | trekken: 17de met 115kg stoten: 14de met 150kg totaal: 265kg     |
|                 |            |           |                                                                  |
| Franca Gbodo    | -53kg (v)  | 4e        | trekken: 4de met 85kg stoten: 4de met 110kg totaal: 195kg        |
| Evelyn Ebhomien | -58kg (v)  | DNF       | trekken: 3de met 92,5kg stoten: geen geldige poging              |
| Ruth Ogbeifo    | -75kg (v)  | Zilver    | trekken: 4de met 105kg stoten: 1ste met 140kg (OR) totaal: 245kg |
| Helen Idahosa   | +75kg (v)  | 5e        | trekken: 7de met 110kg stoten: 5de met 140kg totaal: 250kg       |

### Judo
| Olympiër              | Discipline | Resultaat | Prestatie                                 |
| --------------------- | ---------- | --------- | ----------------------------------------- |
| Majemite Omagbaluwaje | -81kg (m)  | 33e       | 1ste ronde: V van NZL Slyfield: ippon     |
|                       |            |           |                                           |
| Bilkisu Yusuf         | -63kg (v)  | 18e       | 1ste ronde: V van CUB Rodríguez: waza-ari |

### Tafeltennis
| Olympiër                    | Discipline     | Resultaat | Prestatie |
| --------------------------- | -------------- | --------- | --- |
| Peter Akinlabi              | enkelspel (m)  | 49e       | groep L: 3de V van KOR Lee: 0-3 V van SCG Grujić: 0-3                                                        |
| Segun Toriola               | enkelspel (m)  | 33e       | groep D: 2de W van CUB Sosa: 3-1 V van CAN Huang: 2-3                                                        |
| Kazeem Nosiru Segun Toriola | dubbelspel (m) | 17e       | groep B: 2de V van NED Heister/Keen: 1-2 W van IND Baboor/Subramanyan: 2-1                                   |
|                             |                |           | |
| Bose Kaffo                  | enkelspel (v)  | 49e       | groep B: 3de V van USA Reed: 0-3 V van HUN Bátorfi: 0-3                                                      |
| Funke Oshonaike             | enkelspel (v)  | 49e       | groep F: 3de W van AUS Miao: 0-3 V van JPN Sakata: 2-3                                                       |
| Bose Kaffo Funke Oshonaike  | dubbelspel (m) | 25e       | groep G: 3de V van CRO Bentsen/Boroš: 0-2 V van TPE Tsui/Yu: 0-2                                             |
| Kehinde Okenla Atisi Owoh   | dubbelspel (m) | 25e       | kwalificatie: W van VEN Pérez/Ramos groep E: 3de V van ROU Badescu/Steff: 0-2 V van RUS Fadeyeva/Melnik: 0-2 |

### Voetbal

#### Mannen
| Olympiër | Discipline | Resultaat | Prestatie                                                                                             |
| --- | ---------- | --------- | --- |
| Yakubu Aiyegbeni Julius Aghahowa Victor Agali Celestine Babayaro Isaac Okoronkwo Bright Igbinadolor Furo Iyenemi Johnson Sunday Henry Onwuzuruike Azubuike Oliseh Christopher Kanu Blessing Kaku Garba Lawal Gbenga Okunowo Godwin Okpara Pius Ikedia | mannen     | 8e        | groep A: 2de G van Honduras: 3-3 W van Australië: 3-2 G van Italië: 1-1 kwartfinale: V van Chili: 1-4 |

| Groep A |           |             |             |             |             |            |            |            |        |
| #       | Land      | Wedstrijden | Wedstrijden | Wedstrijden | Wedstrijden | Doelpunten | Doelpunten | Doelpunten | Punten |
| #       | Land      | G           | W           | G           | V           | V          | T          | Saldo      | Punten |
| 1       | Italië    | 3           | 2           | 1           | 0           | 5          | 2          | +3         | 7      |
| 2       | Nigeria   | 3           | 1           | 2           | 0           | 7          | 6          | +1         | 5      |
| 3       | Honduras  | 3           | 1           | 1           | 1           | 6          | 7          | -1         | 4      |
| 4       | Australië | 3           | 0           | 0           | 3           | 3          | 6          | -3         | 0      |

| Ronde        | Datum     | Plaats    | Land | Score    | Land |
| ------------ | --------- | --------- | ---- | -------- | ---- |
| Groepsfase   |           |           |      |          |      |
| 13 september | Adelaide  | Nigeria   | 3-3  | Honduras |      |
| 16 september | Sydney    | Australië | 2-3  | Nigeria  |      |
| 19 september | Adelaide  | Italië    | 1-1  | Nigeria  |      |
| Kwartfinale  |           |           |      |          |      |
| 23 september | Melbourne | Chili     | 4-1  | Nigeria  |      |

#### Vrouwen
| Olympiër | Discipline | Resultaat | Prestatie                                                                      |
| --- | ---------- | --------- | ------------------------------------------------------------------------------ |
| Gloria Usieta Eberechi Opara Maureen Mmadu Stella Mbachu Florence Omagbemi Rita Nwadike Nkiru Okosieme Perpetua Nkwocha Yinka Kudaisi Greg Etafia Judith Chime Anna Chiejine Ifeanyichukwu Chiejene Patience Avre Mercy Akide Kikelomo Ajayi | vrouwen    | 8e        | groep F: 4de V van China: 1-3 V van Noorwegen: 1-3 V van Verenigde Staten: 1-3 |

| Groep F |                  |             |             |             |             |            |            |            |        |
| #       | Land             | Wedstrijden | Wedstrijden | Wedstrijden | Wedstrijden | Doelpunten | Doelpunten | Doelpunten | Punten |
| #       | Land             | G           | W           | G           | V           | V          | T          | Saldo      | Punten |
| 1       | Verenigde Staten | 3           | 2           | 1           | 0           | 6          | 2          | +4         | 7      |
| 2       | Noorwegen        | 3           | 2           | 0           | 1           | 5          | 4          | +1         | 6      |
| 3       | China            | 3           | 1           | 1           | 1           | 5          | 4          | +1         | 4      |
| 4       | Nigeria          | 3           | 0           | 0           | 3           | 3          | 9          | -6         | 0      |

| Ronde        | Datum     | Plaats           | Land | Score   | Land |
| ------------ | --------- | ---------------- | ---- | ------- | ---- |
| Groepsfase   |           |                  |      |         |      |
| 14 september | Canberra  | China            | 3-1  | Nigeria |      |
| 17 september | Canberra  | Noorwegen        | 3-1  | Nigeria |      |
| 20 september | Melbourne | Verenigde Staten | 3-1  | Nigeria |      |

### Worstelen
| Olympiër     | Discipline  | Resultaat   | Prestatie                                                           |
| Vrije stijl  | Vrije stijl | Vrije stijl | Vrije stijl                                                         |
| ------------ | ----------- | ----------- | ------------------------------------------------------------------- |
| Ibo Oziti    | -69kg (m)   | 20e         | groep 4: 3de V van USA McIlravy: 1-2 V van TUR Şanlı: 0-6           |
| Victor Kodei | -97kg (m)   | 15e         | groep 4: 3de V van GRE Xanthopoulos: 1-4 V van NED Torchinava: 3-14 |

### Zwemmen
| Olympiër      | Discipline          | Resultaat | Prestatie                  |
| ------------- | ------------------- | --------- | -------------------------- |
| Gentle Offoin | 100m vrije slag (m) | 60e       | serie 3: 6de in 52,91 (NR) |
|               |                     |           |                            |
| Ngozi Monu    | 50m vrije slag (v)  | 57e       | serie 3: 1ste in 28,20     |

Albanië · Algerije · Amerikaanse Maagdeneilanden · Amerikaans-Samoa · Andorra · Angola · Antigua en Barbuda · Argentinië · Armenië · Aruba · Australië · Azerbeidzjan · Bahama's · Bahrein · Bangladesh · Barbados · België · Belize · Benin · Bermuda · Bhutan · Bolivia · Bosnië en Herzegovina · Botswana · Brazilië · Britse Maagdeneilanden · Brunei · Bulgarije · Burkina Faso · Burundi · Cambodja · Canada · Centraal-Afrikaanse Republiek · Chili · China · Chinees Taipei · Colombia · Comoren · Congo-Brazzaville · Congo-Kinshasa · Cookeilanden · Costa Rica · Cuba · Cyprus · Denemarken · Djibouti · Dominica · Dominicaanse Republiek · Duitsland · Ecuador · Egypte · El Salvador · Equatoriaal-Guinea · Eritrea · Estland · Ethiopië · Fiji · Filipijnen · Finland · Frankrijk · Gabon · Gambia · Georgië · Ghana · Grenada · Griekenland · Groot-Brittannië · Guam · Guatemala · Guinee · Guinee‑Bissau · Guyana · Haïti · Honduras · Hongarije · Hongkong · Ierland · IJsland · India · Indonesië · Irak · Iran · Israël · Italië · Ivoorkust · Jamaica · Japan · Jemen · Joegoslavië · Jordanië · Kaaimaneilanden · Kaapverdië · Kameroen · Kazachstan · Kenia · Kirgizië · Koeweit · Kroatië · Laos · Lesotho · Letland · Libanon · Liberia · Libië · Liechtenstein · Litouwen · Luxemburg · Macedonië · Madagaskar · Malawi · Malediven · Maleisië · Mali · Malta · Marokko · Mauritanië · Mauritius · Mexico · Micronesië · Moldavië · Monaco · Mongolië · Mozambique · Myanmar · Namibië · Nauru · Nederland · Nederlandse Antillen · Nepal · Nicaragua · Nieuw-Zeeland · Niger · Nigeria · Noord-Korea · Noorwegen · Oeganda · Oekraïne · Oezbekistan · Oman · Oostenrijk · Pakistan · Palau · Palestina · Panama · Papoea-Nieuw-Guinea · Paraguay · Peru · Polen · Portugal · Puerto Rico · Qatar · Roemenië · Rusland · Rwanda · Saint Kitts en Nevis · Saint Lucia · Saint Vincent en Grenadines · Salomonseilanden · Samoa · San Marino ·  Sao Tomé en Principe · Saoedi-Arabië · Senegal · Seychellen · Sierra Leone · Singapore · Slovenië · Slowakije · Soedan · Somalië · Spanje · Sri Lanka · Suriname · Swaziland · Syrië · Tadzjikistan · Tanzania · Thailand · Togo · Tonga · Trinidad en Tobago · Tsjaad · Tsjechië · Tunesië · Turkije · Turkmenistan · Uruguay · Vanuatu · Venezuela · Verenigde Arabische Emiraten · Verenigde Staten · Vietnam · Wit-Rusland · Zambia · Zimbabwe · Zuid-Afrika · Zuid-Korea · Zweden · Zwitserland · Individuele olympische atleten